# Omicron splendens
Omicron splendens är en stekelart som beskrevs av Giordani Soika 1978. Omicron splendens ingår i släktet Omicron och familjen Eumenidae. Inga underarter finns listade i Catalogue of Life.